# Município de Jerusalem (condado de Lucas, Ohio)
O município de Jerusalem (em inglês: Jerusalem Township) é um município localizado no condado de Lucas, no estado estadounidense de Ohio. No ano de 2010 tinha uma população de 3.109 habitantes e uma densidade de 4,52 pessoas por km².

## Geografia
O município de Jerusalem encontra-se localizado nas coordenadas 41° 44′ 22″ N, 83° 06′ 22″ O. Segundo o Departamento do Censo dos Estados Unidos, o município tem uma superfície total de 688.36 km², da qual 78,71 km² correspondem a terra firme e (88,57 %) 609,65 km² é água.

## Demografia
Segundo o censo de 2010, tinha 3.109 habitantes residindo no município de Jerusalem. A densidade populacional era de 4,52 hab./km². Dos 3.109 habitantes, o município de Jerusalem estava composto pelo 95,95 % brancos, o 0,39 % eram afroamericanos, o 0,23 % eram amerindios, o 0,35 % eram asiáticos, o 1,87 % eram de outras raças e o 1,22 % eram de uma mistura de raças. Do total da população o 4,82 % eram hispanos ou latinos de qualquer raça.